# 高丽忠定王
高丽忠定王（：／ Goryeo Chungjeong-wang；1337年—1351年），是高丽王朝第30任君主（1348年—1351年在位），姓王，讳㫝（：／ Wang Jeo），蒙古名字迷思监朵儿只（Čosgen Dorji）。
忠定王王㫝是忠惠王的庶子，為禧妃尹氏（慶順太后）所生。忠惠王被綁架到元朝之後，嫡子忠穆王即位，王㫝以忠穆王同父異母弟的身份被封為慶昌府院君。忠穆王死後，國人意欲立其叔、忠惠王的弟弟江陵府院大君王祺（即後來的恭愍王）為王；但攝政的德寧公主（元朝人，為忠穆王的母親）卻以元朝的官員奇轍、王煦攝征東行省事，遣李齊賢出使元朝，要求讓王㫝繼承王位。於是年仅12岁的王㫝就立为嗣王，是為忠定王。忠定王年幼，由德寧公主、禧妃尹氏以及奇轍、王煦執掌朝政，高丽被元朝严密控制。
1349年开始，高丽同时遭到倭寇的频频袭击。拥立忠定王的保王派、忠惠王时代遗留的近臣和慶順太后为首的外戚势力三方争权夺利。忠定王經常與近侍通宵戲謔，甚至在国王为元朝使节举行的宴会上也不例外，或者用墨水潑侍學官的衣服以洩憤。他還經常在憤怒中擊殺官員，在冬天用冰雪之水和凍飯喂人，因此被官員和百姓討厭。
1351年，忠定王朝见元順帝时，因其软弱无能，元朝撤销了对忠定王的支持。用他的叔父江陵大君王祺（即恭愍王）取代他的王位。忠定王归国后，元順帝隨即派遣斷事官完者不花前往高麗廢黜了忠定王，讓王祺嗣位，是為恭愍王。
忠定王被流放到了江華島，不久後便被恭愍王派人鴆殺。葬於聰陵。

## 家庭
- 父：忠惠王
- 母：禧妃尹氏

- 妃不詳
- 子：侍中公王濟

## 腳註
1. ↑  其蒙古名字來源於藏語，在藏語中是「金剛护法」之意（藏語：ཆོས་ཀྱི་རྡོ་རྗེ་，威利转写：chos-rje rdo rje，藏语拼音：Čosgen Dorji）。其「迷思监」（「搠思监」，现多译为「却吉」）意思是「法」，「朵兒只」（現多譯作「多吉」或「多傑」）意思是「金剛」，寓意著永恆。 [1][2]